# Orden 66
La Orden 66 es un comando del universo de Star Wars dictado por el canciller Palpatine al final de la Guerra de los Clones para eliminar a los Jedi, siendo ejecutado por el mismo Palpatine antes de autoproclamarse como el Emperador de la galaxia. 
Para poder hacerse con el poder absoluto, Palpatine acusó a la Orden Jedi ante el Senado Galáctico de orquestar un golpe de Estado contra la República Galáctica. Gracias a ello obtuvo el respaldo de dicha institución y dio la orden de eliminar a todos y cada uno de los Jedi, ya que estos eran considerados traidores y enemigos de la República Galáctica. 
Por ello, todos los soldados clones, creados genéticamente para obedecer sin cuestionamiento alguno las órdenes del supremo líder de la República, ejecutaron sin piedad ni duda a sus generales Jedi, aunque en realidad el hecho ocurrió debido a que todos los soldados clones tenían implantados unos chips inhibidores en sus cerebros por los kaminoanos como parte del retorcido plan de los Sith. El canciller supremo Palpatine planeaba destruir la Orden Jedi, y para ello ejecutó una de las órdenes dentro del chip que esos clones tenían en sus cerebros. Con la ejecución de la Orden 66, tornaría la galaxia hacia el Lado Oscuro de la Fuerza.
Entre los Jedi asesinados por la Orden 66 y que vemos en la película, están Aayla Secura, Ki-Adi-Mundi, Plo Koon y Stass Allie. En total se calcula que unos 9000 Jedi fueron exterminados sistemáticamente.
A su vez, el general Anakin Skywalker (llevado al Lado Oscuro de la Fuerza) dirigió un feroz ataque contra el Templo Jedi, ataque conocido como Operación Caída del Caballero, respaldado por soldados clones de la Legión 501.

## Texto o Traducción de la Orden 66
"En caso de que los oficiales Jedi actúen en contra de los intereses de la República, y después de haber recibido órdenes específicas verificadas del Comandante Supremo (Canciller Supremo), los comandantes clones eliminarán a estos oficiales a partir de fuerza letal y éstos luego, se dirigirán al Comandante Supremo hasta que una nueva estructura de mando sea establecida."

## Razones de la Orden 66
Las verdaderas razones de tal orden eran mucho más siniestras, porque Palpatine organizó el plan meticulosamente, en una operación muy bien orquestada contra los Jedi. Para dispersar a sus fuerzas de aquellos, los envió a guerras lejanas y separadas.
La Orden 66, fue enviada por la holo-red a los diversos comandantes clones en toda la Galaxia, donde se determinaba que todos los Jedi sin excepción eran ahora considerados como unos traidores a la República y debían ser asesinados inmediatamente, lo cual provocó que miles de tropas de Clones se volvieran en contra de sus generales Jedi y empezaron a masacrarlos sin piedad y sin misericordia alguna, dando comienzo a  lo que sería llamado como la Gran Purga Jedi. Además, muchos de los caballeros Jedi ignoraban del todo el peligro inminente que venía y ni siquiera tuvieron oportunidad de reaccionar y defenderse de la emboscada de los soldados clones y los pocos que lograron reaccionar y defenderse, se vieron forzados a escapar de inmediato y esconderse de las fuerzas imperiales.
El siguiente extracto es la visión oficial de los hechos dictada por el mismo Palpatine donde se dirigía ante el Senado Galáctico:
Ciudadanos de la República, una terrible verdad ha sido revelada. La Orden Jedi con la tarea de llevar a cabo las Guerras Clónicas por estos tres últimos años, ocultó un terrible secreto. Han transgredido los principios de la República, centrando el poder en ellos mismos, en pugna por debilitar nuestras menguadas instituciones. ¡Los Jedi son traidores! ¡Trataron de asesinar al Canciller! ¡Son enemigos de la República!
Afortunadamente, los soldados bajo su mando actuaron con incuestionable lealtad e integridad. Tras la ejecución de la orden de nuestro Canciller, han trazado el camino correcto para liberarnos de esta amenaza. Los Jedi supervivientes serán cazados y ajusticiados. Con las ineficiencias y elementos truculentos de la República, estuvimos ciegos por mucho tiempo. La Nueva Orden, el Primer Imperio Galáctico, nos dará una sociedad segura y podremos vivir en paz.”

## Ataque al Templo Jedi
Anakin Skywalker, ahora bajo el nombre Darth Vader se unió a Palpatine ayudándolo y comandando un grupo de Clones pertenecientes a la Legión 501, que más tarde serían conocidos como "Vader's Fist" (El puño de Vader).
Los clones usaron una táctica de rodear y disparar continuamente sin parar, lo cual causaba que fueran imposibles de reflectar, debido a que los soldados clones sabían que los Jedi no podían reflectar continuamente los disparos de los blasters desde múltiples direcciones (siendo este el único punto débil Jedi) y así comenzaron a matarlos a todos sin piedad y sin misericordia.
Entre las muertes destacables de esta operación encontramos al Guardián Jedi Jurokk, Whie Malreaux, Mitzy Swan, Bene, Serra Keto, Cin Drallig, Zett Jukassa, Jocasta Nu y los miembros del Clan del Oso (los niños adiestrados por Yoda, y el futuro de la Orden Jedi) los cuales estos últimos fueron asesinados violentamente sin piedad y sin misericordia por el propio Anakin Skywalker.

## Víctimas destacadas en la Orden 66
Durante el inicio de la siniestra Orden 66, solo se tiene registro de las víctimas confirmadas las cuales aparecen el Episodio III, en el juego Jedi Fallen Order, la serie de televisión Star Wars: The Bad Batch y en los cómics oficiales, entre las víctimas destacan:
- Aayla Secura
- Ki Adi Mundi
- Plo Koon
- Depa Billaba
- Jaro Tapal
- Stass Allie
- Luminara Unduli
- Shaak Ti

## Supervivientes de la Orden 66
Cabe resaltar, que el hecho de que los Jedi que "sobrevivieron" a la Orden 66, solo pudieron escapar al ataque perpetrado por los soldados clones durante los acontecimientos del Episodio III o en los diferentes medios oficiales. Con ello, no quiere decir que lograron quedar todos con vida, dado que luego fueron perseguidos y/o eliminados en algún punto de la galaxia por órdenes de Darth Sidious (sin ser ésta la Orden 66), ya que los Jedi eran considerados como fugitivos al régimen imperial. Los únicos tres supervivientes más destacados de toda esta masacre son el maestro Obi-Wan Kenobi, el maestro Yoda y Ahsoka Tano.
Canon oficial:
- Obi-Wan Kenobi: miembro del Consejo Jedi, pasó los últimos momentos de la Guerra de los Clones en Utapau, encontró y venció al general Grievous. Poco después, los clones del Batallón 212.º de Ataque dirigidos por el Comandante clon Cody acataron la Orden 66 mientras montaba sobre su varáctilo. Debido al impacto, Obi-Wan se precipitó sobre uno de los océanos subterráneos y sus soldados clones lo dieron por muerto, ya que para ellos era poco probable que Obi Wan sobreviviera a dicha caída. Sin embargo este consiguió escapar usando la nave del difunto General Grievous y se reúne con el senador Bail Organa de Alderaan para ocultarse, una vez que regresó a Coruscant y se infiltró en el Templo Jedi con el Maestro Yoda donde ambos masacraron a una gran cantidad de soldados clones que les impedían el paso, donde calibra la baliza para mandar un mensaje de advertencia a todos Jedi supervivientes que quedan que no regresen al Templo ni a Coruscant. A través de una Holo grabación de seguridad, descubrió que Anakin Skywalker, ahora convertido en Darth Vader es el responsable de toda la masacre en el Templo Jedi junto a los Soldados Clones y fue enviado a enfrentarse a él en Mustafar. Posteriormente pasó 19 años Exiliado en Tatooine velando por el hijo de Anakin, Luke. Solo lo abandonó cuando él acudió al rescate de la joven Leia, durante el cual se volvió a enfrentar a su antiguo aprendiz. Su vida llegó a su fin en la Estrella de la Muerte, cuando, tras reunir a los dos gemelos Skywalker, se sacrificó en un nuevo duelo contra Vader.

- Yoda: Gran Maestro de la Orden Jedi, se encontraba en Kashyyyk durante la Orden 66. Durante la batalla que se libraba en el planeta de los Wookiees, sintió la muerte de miles de jedis en la Fuerza, con lo cual ya estaba preparado cuando el comandante Gree y el capitán Jek intentaron ejecutarlo. Tras escapar con la ayuda de Chewbacca y Tarfful, regresó a Coruscant junto a Bail Organa, donde se enfrentó al recién proclamado Emperador. Tras fracasar, se exilió en Dagobah hasta su muerte en El Episodio 6. Durante su último año de vida entrenó a Luke Skywalker, su último aprendiz.

- Ahsoka Tano: ex padawan de Anakin Skywalker, abandonó la Orden Jedi meses antes del final de la Guerra de los Clones. En los últimos días del conflicto se unió como asesora al destacamento de la 332.ª destinado a Mandalore. Allí, la togruta capturó a Maul, liberando al planeta de sus garras. Durante el viaje de regreso a Coruscant sus clones se rebelaron contra ella, pero pudo sobrevivir con la ayuda de Rex. Pasó varios meses oculta entre Thabeska y Raada hasta que decidió unirse a la causa rebelde de Bail Organa. Pasó las siguientes décadas combatiendo al Imperio.

- Jocasta Nu: La bibliotecaria del Templo Jedi, Jocasta Nu, fue otra de las supervivientes. Meses después del inicio de la purga, se infiltró en el Templo para recuperar una lista de niños sensibles a la Fuerza. Y es que, en su exilio, la jedi estaba construyendo una academia con el objetivo de reconstruir la orden, pero para eso iba a necesitar alumnos. Jamás llegó a ver su sueño hecho realidad, dado que fue capturada por Vader en Coruscant. Pese a que Sidious la quería con vida, Vader la ejecutó al descubrir que la jedi conocía su verdadera identidad.pero su legado fue encontrado años más tarde por Luke Skywalker que andaba con la misma cruzada que ella.

- Guardia del Templo Pau'ano (Gran inquisidor): De nombre desconocido, el gran inquisidor en un inicio, formó parte de las filas de los Jedi, sin embargo después de la orden 66 fue entrenado para convertirse en inquisidor imperial por Darth Vader (los cuales tenían la tarea de cazar Jedis). Durante su primer periodo de servicio al imperio, estuvo involucrado en la caza del Jedi Obi-Wan Kenobi junto a la tercera hermana y el quinto hermano. Durante esta caza, el gran inquisidor sería traicionado por la tercera hermana, siendo apuñalado en el estómago, sin embargo se recuperaría de la herida. Años después, él le daría caza a los usuarios de la fuerza Kanan Jarrus y Ezra Bridger, siendo una batalla con estos dos su causa de muerte. Lamentablemente, para él, solo sería su muerte física, ya que Darth Vader se encargaría personalmente de encerrar su espíritu en un antiguo templo Jedi, que años después sería descubierto y derrotado por Luke Skywalker.

- Barriss Offee: Una antigua miembro de la Orden Jedi, que fungió como Padawan de la Maestra Jedi Luminara Unduli, además de que también era una antigua amiga de Ahsoka Tano. Debido al conflicto de la Guerra de los Clones, Barris poco a poco empezó a sentirse decepcionada de la Orden Jedi, debido a que la guerra los había desviado demasiado de su camino luminoso y sus creencias en el título de Guardianes de la Paz ante la vista pública, por lo que en secreto orquesto un bombardeo al Templo Jedi con nano explosivos y también inculpo a su amiga Ahsoka del asesinato de la civil Letta Turmond. Sin embargo sus planes serían finalmente descubiertos por Anakin Skywalker, con el cual tiene un breve y feroz duelo de Sables de Luz (Usando los sables de luz duales de color rojo que le robo a Asajj Ventress) y momentos después es llevada ante la corte donde confiesa sus crímenes cometidos, para luego ser llevada a prisión. Con el lanzamiento de la serie animada The Tales of the Empire, finalmente se dio a conocer que Barris luego de ser encarcelada por sus crímenes previos, acabó siendo liberada tras la activación de la siniestra Orden 66 y formó parte de los primeros grupos de inquisidores del Imperio Galáctico, aunque después de ver la cruda y cruel realidad a la que están sometidos ahora, se da a entender las verdaderas intenciones de este grupo se rebela contra su compañera inquisidora, pronunciándose así misma como una Jedi de nuevo y derrotando a la inquisidora para salvar la vida de otro Jedi. Años más tarde de estos sucesos nos muestran a una Barris más madura que se ha ocultado del imperio, su última acción como Jedi fue proteger a un bebé que estaba siendo perseguido por el imperio debido a sus dotes en la fuerza. Tras ayudarlos a escapar su excompañera inquisidora la mata por accidente con su sable de luz.

- Caleb Dume: sobrevivió gracias al sacrificio de su maestra, Depa Billaba, quien atrajo la atención de los clones. Pasó semanas malviviendo en las calles de Kaller hasta que se asoció con el contrabandista Janus Kasmir, con quien permaneció durante los primeros meses de la Purga Jedi, tanto que decidió dejar de usar su sable de luz y usar únicamente su blaster para no levantar sospechas de su naturaleza como Jedi. Tras evadir al Comandante clon Grey y al Capitán clon Styles, dos clones que intentaban cazarlo, rompió con Kasmir y adoptó el nombre de Kanan Jarrus para pasar desapercibido. Se asentó en Gorse hasta que conoció a Hera Syndulla, con quien se involucró en la lucha contra el Imperio formando la célula rebelde en el planeta Lothal. En ella encontró a una nueva familia a la cual unió el joven Ezra Bridger, un chico local que también es sensible a la Fuerza y se convirtió en su aprendiz. En el 1 ABY, este junto a Ezra y la joven mandaloriana Sabine Wren, deciden ir a rescatar a Hera Syndulla luego que esta fuese capturada por el Imperio bajo el mandato del Gran Almirante Thrawn, pero en medio del escape sobre los tanques de almacenamiento de combustible imperiales, la vicegobernadora imperial de Lothal ordena abrir fuego contra el tanque de combustible en un acto desesperado por frustrar el escape de estos, lo que a su vez provoca una gigantesca explosión forzando a Kanan a contener la explosión por unos momentos con la Fuerza, sin embargo Hera trata de ir a ayudar a Kanan, pero el Jedi se rehúsa a que Hera se acerque y la aleja de él, pero justo en los últimos momentos Kanan recupera la vista (la cual producto de un ataque sorpresivo que recibió de Darth Maul en el planeta Malachor, quedó ciego) para ver por última vez a sus amigos y con sus últimas fuerzas usa la Fuerza para alejarlos del tanque de combustible y desafortunadamente acaba muriendo en el proceso.

- Cal Kestis: fue un joven padawan del maestro Jedi Jaro Tapal. Durante una misión en Bracca, se activó de forma inesperada la siniestra Orden 66, lo que llevó a que ambos Jedi fueran traicionados por las tropas clon del 13.er Batallón, que antes estaban bajo su mando. En su huida hacia las cápsulas de escape de la nave, el maestro Jaro Tapal se sacrificó atrayendo el fuego enemigo. Aunque lograron escapar de la emboscada, Jaro murió en brazos de Cal, dejando una profunda marca en el joven Jedi. Cinco años después, Cal trabajaba como chatarrero en el planeta Bracca, desmantelando viejos cruceros Venator. Sin embargo, su conexión con la Fuerza fue descubierta por la Inquisición Imperial, lo que desató una cacería en su contra. Rescatado por Cere Junda, Cal retomó el camino de los Jedi y, junto a ella, emprendió la misión de encontrar un holocrón que contenía los nombres de niños sensibles a la Fuerza, con el objetivo de reconstruir la Orden Jedi. Finalmente, decidió destruir el holocrón para evitar que esos niños cayeran en manos del Imperio.  Con el tiempo, Cal se separó de la tripulación de la Mantis Aguda, su nueva familia, y se unió a los Partisanos de Saw Gerrera para luchar contra el Imperio, convirtiéndose en uno de los individuos más buscados por el régimen. En el año 9 ABY, se reencontró con su antigua tripulación y, a través de Cere, se unió a la Senda Oculta, una organización dedicada a proteger a los fugitivos del Imperio.  En su misión por ayudar a la Senda Oculta, Cal emprendió la búsqueda de Tanalorr, un mundo aislado en el sistema Koboh que podía servir como refugio. Aunque logró alcanzar su objetivo, el viaje tuvo un alto costo: perdió a amigos como Cere Junda y Eno Cordova, y tuvo que enfrentarse a enemigos formidables como Dagan Gera y Bode Akuna.

- Grogu: fue un iniciado de la especie de Yoda que vivió la Orden 66 en el Templo Jedi. Durante el asedio, varios Jedi destinados a su protección cayeron bajo el fuego de los soldados clones de la Legión 501ª, pero fue rescatado por el maestro Kelleran Beq. Ambos huyeron juntos de Coruscant con la ayuda de la Fuerza Real de Naboo, aunque en algún momento se separaron. Grogu fue ocultado en Arvala-7 hasta el 9 DBY, cuando el Imperio puso una recompensa por su captura. El mandaloriano Din Djarin fue uno de los mercenarios dispuestos a cobrarla, pero finalmente decidió adoptar a Grogu bajo su cuidado. En los años posteriores sería el compañero de aventuras del Mandaloriano y luego entrenaría con Luke Skywalker en sus artes Jedi, hasta que finalmente decidió dejar el camino Jedi y seguir los pasos de su padre adoptivo Din Djarin en el camino mandaloriano.

- Reva Sevander: Única niña a la que Darth Vader dejó con vida en medio de toda la masacre en el Templo Jedi en Coruscant durante los acontecimientos de la Venganza de los Sith, posteriormente terminó siendo convertida en una Inquisidora bajo el nombre de "Tercera Hermana."

- Gungi: Un joven padawan de la raza wookiee que fue entrenado para convertirse en Jedi por la Orden Jedi durante la Guerra de los Clones. Durante los eventos de la serie The Bad Batch se revela que este logró sobrevivir a la masacre de la siniestra Orden 66, pero a raíz de este incidente desarrolló un enorme trauma y rencor hacia los clones, hasta que tiempo después fue capturado por droides piratas y después rescatado por el Bad Batch (también conocidos como la Fuerza Clon 99), en un principio cuando los conoce, el joven Wookie desconfía de los clones genéticamente alterados con mutaciones por los traumas relacionados con la Orden 66, con excepción de la niña clon llamada Omega, pero luego de que fue llevado por ellos hacia su planeta natal Kashyyyk, cambio de parecer sobre ellos y este joven Jedi Wookie decide quedarse en su planeta natal para proteger a su gente de los piratas espaciales y la opresión del Imperio.

- Nari: Durante la orden 66, él se exilió en Tatooine. Nari buscó a Kenobi para pedir su ayuda, pero fue rechazado y al estar en época de cacería Jedi por parte de los inquisidores, fue asesinado, y su cuerpo fue expuesto como muestra del poder imperial.

- Ferren Barr: Un padawan iktotchi, Ferren Barr, se refugió en Mon Cala y actuó como asesor de Lee-Char. Conducido por una visión, alentó al rey a enfrentarse al Imperio, pero esto llamó la atención de la Vader y los inquisidores. El lord sith lo cazó pocos meses después, pero sus acciones sentaron las bases del futuro papel de los Mon Calamari en la Rebelión. Curiosamente, durante su persecución, Barr empleó un truco mental para activar la Orden 66 en el chip inhibidor de los soldados de la purga, quienes en consecuencia atacaron también a sus inquisidores, antiguos miembros de la Orden Jedi.

- Kelleran Beq: era uno de los maestros jedi más hábiles en el arte del jar’kai, y su pericia con los dos sables de luz le hizo ganarse el apodo de “Mano de Sable”. Pese a ello, Kelleran disfrutaba más dando clase a los iniciados que en el campo de batalla. De hecho, era el supervisor de las pruebas para convertirse en padawan. Durante la Orden 66 se encontraba en el Templo Jedi y fue el encargado de rescatar a Grogu. Ambos huyeron juntos de Coruscant con la ayuda de la Fuerza Real de Naboo, pero el destino de Beq es desconocido.